# Ярок (острів)
Ярок — острів у Якутії. Знаходиться в Янській затоці, в гирлі річки Яни. Довжина острова 38 км, ширина 26 км. На північний схід знаходяться острів Макар і Шелонські острови. На сході від суші острів відділяє протока Ярок, шириною трохи більше 2 км. На півдні знаходиться Чондонська губа. Поверхня покрита безліччю дрібних озер. Взимку острів і прибережні води покриті кригою.